# Llista de monuments de Formentera
Llista de monuments de Formentera catalogats com a Béns d'Interès Cultural en la categoria de monuments pel seu interès històric, artístic, arquitectònic, arqueològic, històric-industrial, etnològic, social, científic o tècnic.
| Monument                              | Tipus                        | Localització                           | Coordenades                                          | Codi?               | Imatge |
| ------------------------------------- | ---------------------------- | -------------------------------------- | ---------------------------------------------------- | ------------------- | --- |
| Església de Sant Francesc Xavier      | Conjunt històric d'esglésies | Formentera Sant Francesc de Formentera | 38° 42′ 20″ N, 1° 25′ 42″ E / 38.705455°N,1.428303°E | RI-53-0000350-00001 | Església de Sant Francesc Xavier (Formentera) · Vegeu més fotos d'aquest monument · Carregueu una nova foto d'aquest monument      |
| Església de Sant Ferran de ses Roques | Conjunt històric d'esglésies | Formentera Sant Ferran de ses Roques   | 38° 42′ 27″ N, 1° 27′ 32″ E / 38.7075°N,1.458889°E   | RI-53-0000350-00002 | Església de Sant Ferran de ses Roques (Formentera) · Vegeu més fotos d'aquest monument · Carregueu una nova foto d'aquest monument |
| Església del Pilar de la Mola         | Conjunt històric d'esglésies | Formentera El Pilar de la Mola         | 38° 40′ 08″ N, 1° 33′ 23″ E / 38.668889°N,1.556389°E | RI-53-0000350-00003 | Església del Pilar de la Mola (Formentera) · Vegeu més fotos d'aquest monument · Carregueu una nova foto d'aquest monument         |
| Camí de sa Pujada                     | Camí empedrat                | Formentera El Caló - La Mola           | 38° 40′ 22″ N, 1° 31′ 13″ E / 38.672863°N,1.520233°E | RI-51-0006983       | Carregueu una nova foto d'aquest monument                                                                                          |
| Capella de sa Tanca Vella             | Edif. religiosos             | Formentera Sant Francesc de Formentera | 38° 42′ 17″ N, 1° 25′ 48″ E / 38.704659°N,1.429923°E | RI-51-0008217       | Capella de sa Tanca Vella (Formentera) · Vegeu més fotos d'aquest monument · Carregueu una nova foto d'aquest monument             |
| Torre de sa Punta Prima               | Torres de defensa            | Formentera Punta Prima                 | 38° 43′ 22″ N, 1° 28′ 15″ E / 38.7229°N,1.470709°E   | RI-51-0008598       | Torre de sa Punta Prima (Formentera) · Vegeu més fotos d'aquest monument · Carregueu una nova foto d'aquest monument               |
| Torre de sa Punta de la Gavina        | Torres de defensa            | Formentera Porto-salè                  | 38° 43′ 03″ N, 1° 22′ 55″ E / 38.717579°N,1.381938°E | RI-51-0008599       | Torre de sa Punta de la Gavina (Formentera) · Vegeu més fotos d'aquest monument · Carregueu una nova foto d'aquest monument        |
| Torre des Pi des Català               | Torres de defensa            | Formentera Es Pi des Català            | 38° 41′ 14″ N, 1° 27′ 05″ E / 38.687176°N,1.451408°E | RI-51-0008596       | Torre des Pi des Català (Formentera) · Vegeu més fotos d'aquest monument · Carregueu una nova foto d'aquest monument               |
| Torre des Cap de Barbaria             | Torres de defensa            | Formentera Es Cap de Barbaria          | 38° 38′ 38″ N, 1° 23′ 47″ E / 38.643772°N,1.396508°E | RI-51-0008597       | Torre des Cap de Barbaria (Formentera) · Vegeu més fotos d'aquest monument · Carregueu una nova foto d'aquest monument             |
| Sa Torreta, o Torre de sa Guardiola   | Torres de defensa            | Formentera S'Espalmador                | 38° 47′ 05″ N, 1° 25′ 05″ E / 38.784851°N,1.417923°E | RI-51-0008600       | Sa Torreta (Formentera) · Vegeu més fotos d'aquest monument · Carregueu una nova foto d'aquest monument                            |
| Pou de Cala Saona                     | Pous àrabs                   | Formentera Cala Saona                  | 38° 41′ 28″ N, 1° 23′ 32″ E / 38.69112°N,1.392168°E  | RI-51-0006876       | Carregueu una nova foto d'aquest monument                                                                                          |
| Pou de ses Illetes                    | Pous àrabs                   | Formentera Ses Illetes                 | 38° 45′ 11″ N, 1° 25′ 59″ E / 38.753159°N,1.432981°E | RI-51-0006872       | Carregueu una nova foto d'aquest monument                                                                                          |
| Pou de ses Roques, o d'en Durban      | Pous àrabs                   | Formentera Sant Ferran de ses Roques   | 38° 41′ 53″ N, 1° 28′ 09″ E / 38.698093°N,1.469207°E | RI-51-0006874       | Pou de ses Roques (Formentera) · Modifica el valor a Wikidata · Carregueu una nova foto d'aquest monument                          |
| Pou des Verro                         | Pous àrabs                   | Formentera El Caló                     | 38° 40′ 33″ N, 1° 31′ 19″ E / 38.675877°N,1.522025°E | RI-51-0006873       | Carregueu una nova foto d'aquest monument                                                                                          |
| Aljub del Poble                       | Pous àrabs                   | Formentera El Pilar de la Mola         | 38° 40′ 09″ N, 1° 32′ 57″ E / 38.669067°N,1.549255°E | RI-51-0006875       | Carregueu una nova foto d'aquest monument                                                                                          |
| Ses Salines de Formentera             | Lloc històric                | Formentera                             | 38° 44′ 23″ N, 1° 26′ 13″ E / 38.739691°N,1.436841°E | RI-53-0000561       | Ses Salines de Formentera · Vegeu més fotos d'aquest monument · Carregueu una nova foto d'aquest monument                          |
| Casetes varador                       | Lloc d'interès etnològic     | Formentera                             | 38° 40′ 39″ N, 1° 30′ 59″ E / 38.677603°N,1.516456°E | RI-54-0000139       | Casetes varador (Formentera) · Vegeu més fotos d'aquest monument · Carregueu una nova foto d'aquest monument                       |